# Granica sanmaryńsko-włoska
Granica San Marino z Włochami – granica państwowa o długości 39 km, ciągnąca się dookoła enklawy, jaką stanowi San Marino na terytorium Włoch. Granica powstała po zjednoczeniu Włoch, choć granice San Marino nie zmieniły się od średniowiecza.

## Historia

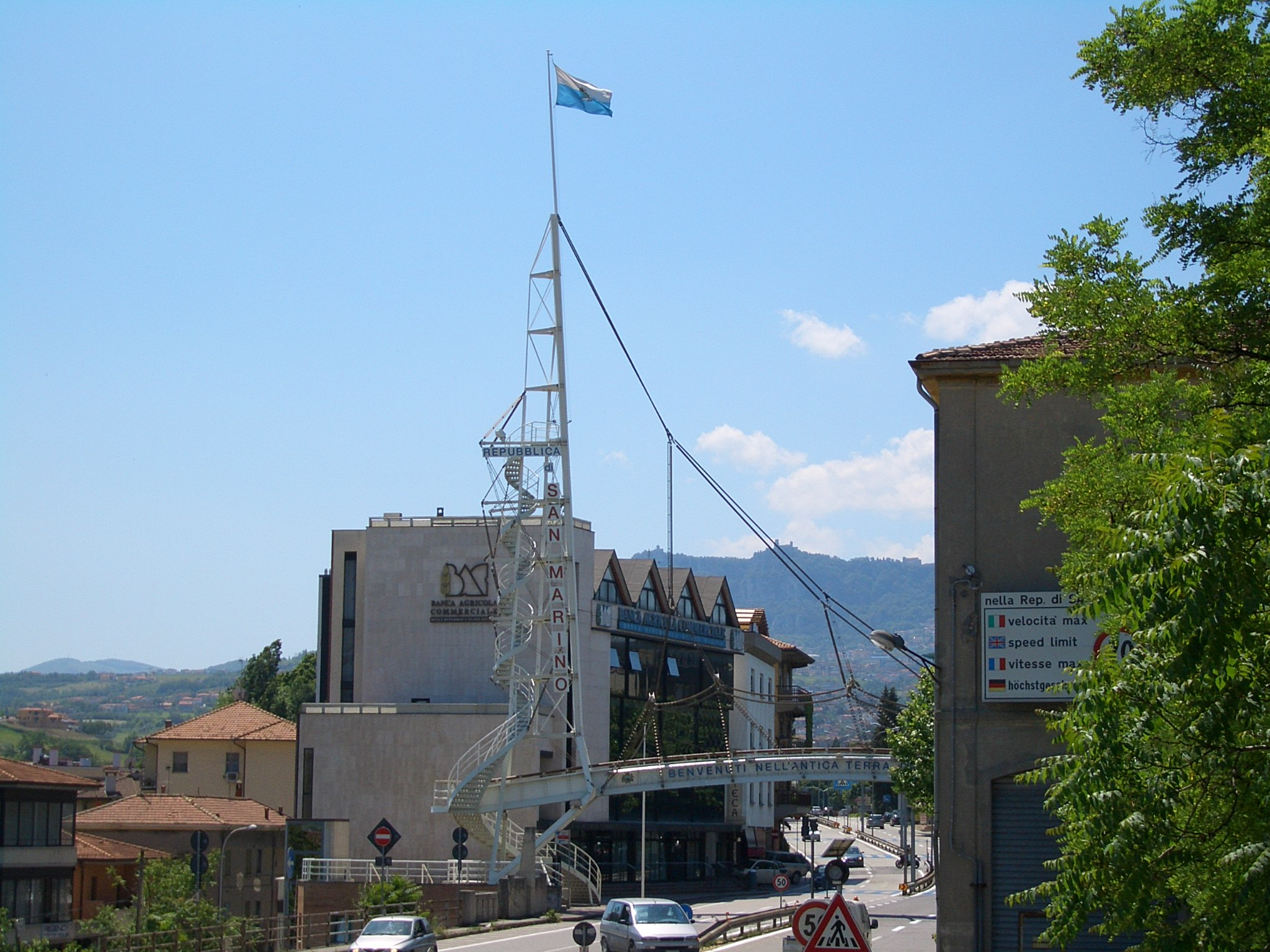
Granica w Doganie

Papież Pius II zatwierdził bullą granice San Marino 27 czerwca 1463 roku, po udziale San Marino w wojnie z rodem Malatestów i przyłączeniu grodów Fiorentino, Montegiardano, Serravalle i Faetano. W 1797 roku Napoleon Bonaparte zaproponował  mieszkańcom San Marino rozszerzenie terytorium, ci jednak zrezygnowali z tej możliwości, aby nie wystawiać na ryzyko niepodległości kraju. Po zjednoczeniu Włoch granice San Marino zostały uznane układem zawartym 22 marca 1862 roku.

## Przebieg
Granica od zachodu przebiega częściowo rzeką San Marino, ale jedna z jednostek administracyjnych, Chiesanuova leży prawie w całości za tą rzeką. Granica północna przebiega wzdłuż położonej kilometr na południe od niej rzeki Ausa oraz potoku Fosso del Re, natomiast wschodnia częściowo wzdłuż rzeczki Marano.

## Literatura
- Aleksandra Pronińska, "Historia San Marino" [w:] "Historia małych krajów Europy", Ossolineum, 2002, ISBN 83-04-04590-7.